# Àlex Hinojo Sánchez
Àlex Hinojo Sánchez   (Barcelona, 13 de setembre de 1980), abans conegut també amb el sobrenom de «Kippelboy», és un director de projectes culturals, activista del coneixement lliure i viquipedista català establert a Sabadell. És diplomat en Ciències Empresarials (Universitat de Barcelona/Universitat Oberta de Catalunya), amb un postgrau en gestió museística (Universitat Pompeu Fabra) i un altre en gestió cultural.

## Biografia
Àlex Hinojo va ser el primer viquipedista resident a Catalunya el 2011 al Museu Picasso i el tercer en tot el món. Posteriorment ho va ser en altres institucions, com el Museu Nacional d'Art de Catalunya o el Centre de Cultura Contemporània de Barcelona.
És especialment conegut per la seva etapa com a director de projectes de l'associació Amical Wikimedia entre els anys 2012 i 2017, en la qual va fer d'ambaixador cultural de la Viquipèdia en català i dels projectes Wikimedia a museus i altres institucions culturals del territori catalanoparlant i de l'exterior. Seva és la frase: «Sóc un venedor d'enciclopèdies, però et vinc a dir que te'n vendré una que és gratis i que te l'has de fer tu». Posteriorment, va ocupar el càrrec de director general (de nova creació) d'Amical Wikimedia entre 2017 i el novembre de 2018.
És també cofundador del projecte Drets Digitals des d'on es defensa els drets humans a l'entorn digital, com ara el dret a la privacitat, el dret a l'accés a la informació i el dret a la llibertat d'expressió, entre d'altres.
El 30 de juny del 2019, va guanyar més notorietat encara arran de la seva participació en el programa de TV3 30 minuts durant el qual va prendre l'exemple de la torradora per a evidenciar la presència escassa del català als assistents virtuals i aparells domèstics. La referència a aquest electrodomèstic va desfermar un debat sobre la situació sociolingüística de la llengua catalana.
Ha col·laborat també al programa de RAC1, El món a RAC1 comentant les notícies enganyoses de la setmana.